# Horváth Kálmán (geodéta)
Horváth Kálmán (Makó, 1926. augusztus 15. – Budapest, 2022. november 26.) geodéta, professor emeritus, a műszaki tudományok doktora, igazságügyi szakértő.

## Életrajz
1926. augusztus 15-én született Makón, erdélyi menekült család negyedik gyermekeként. Apja állampénztári igazgató, székely eredetű édesanyja tanítónő volt. 1944-ben a budapesti Szent László gimnáziumban jelesen érettségizett, s még abban az évben felvették a József Nádor Műszaki és Gazdaságtudományi Egyetem Mérnöki Karára. 1948-ban abszolutóriumot, 1949 februárjában mérnöki oklevelet szerzett. A mérnöki oklevél megszerzése előtt és ezt követően mintegy 8 hónapig dolgozott a siófoki közúti híd és a 6-os sz. főközlekedési út építésénél, az itt szerzett gyakorlati tapasztalatait 70 éves oktató munkájában is felhasználta.
Tanítómestere, Oltay Károly tanszékvezető professzor meghívta a tanszékére, így lehetősége nyílt arra, hogy 1949. május 1-jén tanársegédként bekapcsolódjon a műszaki felsőoktatásba és a tanszék tudományos munkájába. 1953 őszétől mint a Műszaki Egyetem legfiatalabb adjunktusa gyakorlatvezetői és mérőgyakorlat vezetői megbízást kapott. Első jelentősebb tanulmánya 1958-ban jelent meg „Vízszintingadozások és falmozgások kapcsolatainak sztochasztikus vizsgálata” címmel, amit az akkori Doktori Bizottság műszaki doktori értekezésre is alkalmasnak tartott. Erre azért nem kerülhetett sor, mert nem önálló alkotásként (társszerző: L’Auné Ottó) jelent meg.
A BME Geodéziai Tanszékének 1949 óta folyamatosan oktatója, és kutatója. 1949-től tanársegéd, 1953-tól adjunktus, 1971-től egyetemi docens, 1995-től egyetemi tanár. 1964-ben egyetemi doktorrá avatták. A Magyar Tudományos Akadémián 1970-ben megszerezte a műszaki tudományok kandidátusa, 1994-ben a műszaki tudomány doktora fokozatot. 1995-ben habilitált. 1964–1989 között az Építőmérnöki kar Tűzvédelmi Bizottság elnöki teendőit látta el. 1991–1994 között tagja volt a Kar Államvizsga Bizottságának, Oklevél Honosítási, Pályázatokat Bíráló, valamint Professzori Széchenyi-ösztöndíj Bíráló Bizottságának. Az MTA Geodéziai Tudományos Bizottságának tagja. 1991–1994 között a Geodéziai Tanszék tanszékvezetője. 2019-ig az Építőmérnöki Kar posztgraduális képzésében egy szakmérnöki tárgy előadója. 2004–2013 között a BME mellett működő Igazságügyi Műszaki Szakértői Bizottság elnöki teendőit látta el. Az Egyetem Szenátusa 2006-ban professor emeritus címmel tüntette ki. Az Általános és Felsőgeodézia Tanszéke 90. születésnapja alkalmából tudományos ülésszakot tartott.
Az új Doktori Szabályzat alapján a geodéta társadalomban sorrendben a másodikként 1964-ben – értekezés és doktori szigorlat alapján – egyetemi doktorrá (dr. techn.) avatták. Értekezésének tárgya a „Trigonometriai magasságmérés pontossági vizsgálata”. A mérések pontosságát befolyásoló szabályos hibák beható vizsgálata keltette fel érdeklődését a refrakció tanulmányozására, ez irányú kutatásai egész tudományos életművét felölelik. A refrakciókutatást interdiszciplináris tudományként – a két jelentős földtudomány: a geodézia és a meteorológia határterületeként – művelte. A talajközeli és terresztrikus refrakció pontosabb meghatározását a meteorológiai alapok vizsgálatával és a légköri tényezők geodéziai mérésekre gyakorolt hatásának kutatásával kívánta előmozdítani.
„Az alsó légkör hatása a geometriai és trigonometriai magasságmérésre” tárgyú értekezését 1970-ben védte meg az MTA-n, a TMB a műszaki tudomány kandidátusává nyilvánította. Ezt követően egyetemi docenssé nevezték ki.

## Kutatási területe
Tudományos témája a refrakciókutatás és a látástávolság vizsgálata. Ebből a tárgykörből 48 önálló tanulmánya jelent meg, köztük 14 idegen nyelven. A KAPG nemzetközi tudományos együttműködés keretében 1976-1988. között a refrakcióvizsgálatokkal foglalkozó Projekt II-4-3 munkacsoport magyar koordinátora. A munkacsoport 6 konferenciáján tartott előadást a saját és a hazai kutatások eredményéről. Specifikációja alapján – kutatási és oktatási célra – az Országos Meteorológiai Szolgálat laboratóriuma nagy pontosságú hőmérsékleti gradiensmérő műszert fejlesztett ki.
Kutatási eredményeit 3 FIG konferencián és 16 nemzetközi szimpóziumon, továbbá 9 külföldi egyetemen tartott előadásán ismertette. Szemináriumi előadást tartott a Helsinki és – három alkalommal – a Grazi Műszaki Egyetemen.
Kutatási témájának eredményeit 6 mérnöktovábbképző tanfolyamon ismertette.
Irodalmi munkásságát 103 tanulmány – köztük 18 idegen nyelvű – fémjelzi. Publikációira 30 bel- és külföldi tanulmány hivatkozik. Hat egyetemi és egy mérnöktovábbképző jegyzetet írt, három szakkönyv társszerzője.
Mintegy 50 évig foglalkozott a geodézia és a jogtudomány kapcsolatával és kölcsönhatásával. Ennek keretében vizsgálta, hogy az elmúlt közel másfél évszázadban készült nagyméretarányú térképek pontossága mennyire elégíti ki a jogbiztonság követelményét. Az ebben a tárgykörben készült szakvélemények támasztják alá ugyanis a jogilag is, társadalmilag is megalapozott bírósági ítéleteket.
Ebben a tárgykörben 24 tanulmánya jelent meg, köztük egy idegen nyelven, hét a Magyar Jog c. folyóiratban. Huszonkét előadást tartott, ezek közül hármat országos szakértői konferencián, kettőt a Magyar Bíróképző Akadémián.

## Főbb művei
- Geodézia elemei. Felsőfokú építő- és építőanyagip. gépészeti techn.; Tankönyvkiadó, Bp., 1970
- Holéczy Gyula–Horváth Kálmán–Sárközy Ferenc: Geodézia; Tankönyvkiadó, Bp., 1970

## Tagságai
- Magyar Földmérési, Térképészeti és Távérzékelési Társaság] alapító tagja, a szakértői szekció vezetőségi tagja[6]
- MTA Geodéziai Tudományos Bizottság tagja (1993–)[7]

## Díjai, elismerései
- Miniszteri dicséret (1984, 1987)
- Rektori dicséret (1994, 1995)
- Tűzvédelmi emlékérem (1986)
- Forradalmi emlékérem (1992)
- Fasching-emlékérem (1996)
- BME-emlékérem (1997)
- Magyar Köztársasági Érdemrend Tisztikeresztje (1998)
- Arany diploma (1999)
- Professor emeritus (2006)
- Vásárhelyi Pál-emlékplakett (2006, 2011)
- Szakértői Kamara jubileumi 50 éves szakértői oklevél (2007)
- Gyémánt diploma (2009)
- Vas diploma (2014)
- Jubileumi arany doktori diploma (2014)
- Életfa emlékplakett arany fokozat (2017)
- Miniszteri elismerő oklevél a 60 éves szakértői tevékenységért (2017)
- Rubin diploma (2019)